# Crocomela praelata
Crocomela praelata là một loài bướm đêm thuộc phân họ Arctiinae, họ Erebidae.